# Pedro Álvarez de Toledo y Leiva
Pour les articles homonymes, voir Álvarez, Toledo et Leiva (homonymie).
Pedro Álvarez de Toledo y Leiva, premier marquis de Mancera (v. 1585-1654), est un gentilhomme espagnol, général, administrateur colonial et diplomate. D'abord capitaine général de Galicie, il est le quinzième vice-roi du Pérou, du 18 décembre 1639 au 20 septembre 1648.

## Biographie
Pedro de Toledo est le fils de Luis de Toledo, 4e seigneur de Mancera, et de sa seconde épouse, Isabel de Leiva. Après avoir servi dans l'armée espagnole en Italie, il est nommé lieutenant-général des galères en Sicile. Le roi Philippe IV d'Espagne lui accorde le titre de marquis de Mancera de Arriba en 1623. Il devient ensuite gouverneur et capitán general de Galicie pendant huit ans.
En 1639, à 54 ans, Pedro de Toledo est nommé vice-roi du Pérou, pays où il se rend en compagnie de son fils, Antonio Sebastián de Toledo, qui deviendra plus tard vice-roi de la Nouvelle-Espagne (1664-1673) et deuxième marquis de Mancera.
En tant que vice-roi du Pérou, Pedro de Toledo introduit l'utilisation du papel sellado, ou « papier scellé », qui oblige à enregistrer sous scellé les documents officiels, moyennant une taxe versée à la Couronne.
Il développe les forces navales et fortifie les ports de Valdivia, Valparaíso, Arica et Callao. À Callao, il fait édifier un rempart défensif long de 4 kilomètres qui sera terminé en 1647. Isla Mancera, une île à l'embouchure du Río Valdivia, lui doit son nom.
Pedro de Toledo se plaît à organiser des conversations littéraires, les tertulias, au cours desquelles il lance l'usage de la mancerina, ou trembleuse, tasse de chocolat chaud emboîtée dans sa soucoupe qui permet de ne pas renverser le liquide.
Pedro de Toledo regagne ensuite l'Espagne, où il meurt à Madrid en 1654.